# Esther Bendahan
Esther Bendahan Cohen, född 1964 i Tétouan, är en marockansk-spansk författare. Hennes sefardiska-marockanska familj flyttade till Madrid när hon var barn och i Madrid studerade hon psykologi och fransk litteratur. Hon är chef för ett tv-program.